# Svenska fjällklubben
Svenska Fjällklubben är en ideell förening i Sverige som bildades den 11 mars 1927. Från början bestod klubben av en handfull fjällentusiaster i en sluten krets. Sedan 2010 är Svenska Fjällklubben en öppen rikstäckande organisation med cirka 1600 medlemmar.
Målsättningen för Fjällklubben har från första början varit att arbeta för ökad kunskap om fjällvärlden och att främja ett friluftsliv i fjällen som är hänsynsfullt mot naturen.
Klubbens medlemmar är vandrare, klättrare och skidåkare som har ett gemensamt intresse och ett starkt engagemang för fjällvärlden.
Fjällklubbens sektioner är:
- Bergslagssektionen
- Gävle-Dalasektionen
- Göteborgssektionen
- Jämtlandssektionen

- Kirunasektionen
- Sektion Syd
- Stockholmssektionen
- Östgötasektionen

Medlemstidningen fjället utkommer med 4 nummer per år. Fjällklubbens årsbok Till Fjälls har utkommit i oavbruten följd sedan 1929.
Fjällklubbens klubbstuga ligger mycket vackert alldeles söder om Riksgränsen och Katterjåkk vid sjön Katterjaure, och Fjällklubbens klubbrum ligger i Bromma, i Svenskt friluftslivs lokaler, i Stockholm.
Ordförande i föreningen åren 1946-51 var Dag Hammarskjöld (1905-61). De senaste ordföranden har varit Jan Lundhag, Peter Jakobsson och nuvarande ordföranden är Stig Persson.